# Borová hora

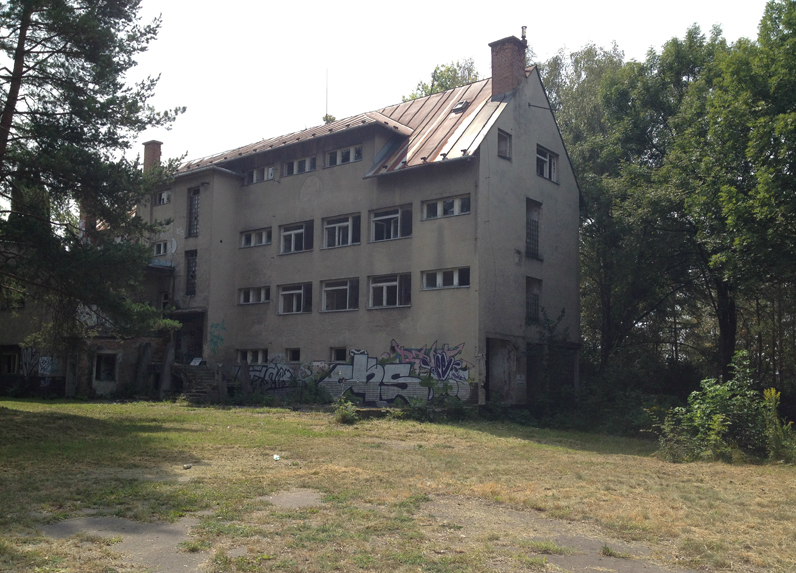
Léčebna tuberkulózy a respiračních nemocí na Borové hoře

Borová hora je kopec v části Zvolena – Podborová. Jde o travertinovou kupu na levém břehu řeky Hron. Na vrchu kopce se nachází minerální, termální a mírně radioaktivní jezírko, které v zimě nezamrzá. Jeho činností podle výzkumů vznikl i samotný kopec. Pod kopcem se nachází nevelká jeskyně, prozkoumaná v 90. letech, dnes je přístup do jeskyně od železnice téměř nemožný.

## Daleká minulost
Na Borová hoře se našlo několik archeologických nálezů, které svědčí o tom, že místo bylo využíváno nejen jako lázně, díky minerálnímu jezírku, ale pravděpodobně i jako kultovní místo. Našla se zde keramika badenské a pilinské kultury, zejména džbány, žárový hrob a několik kostí. Přímo v jezírku se našly bronzové šperky a svitek zlatého drátu.

## Blízká minulost
Na Borové hoře byly vybudovány městské lázně, které byly v polovině 20. století přebudovány na sanatorium pro léčbu tuberkulózy a respiračních nemocí. Toto sanatorium sloužilo během války zároveň i jako polní nemocnice. Sanatorium, jako oddělení tuberkulózy a respiračních nemocí patřilo pod tehdejší ÚNZ (Ústav národního zdraví) Zvolen – dnešní Zvolenskou nemocnici. V roce 1999 bylo uzavřeno a plicní oddělení bylo přesunuto do nemocnice, později bylo nemocnici odebráno.

## Současnost
Areál sanatoria na Borová hoře byl vyčištěn a zpřístupněn pro veřejnost jako rekreační oblast a park. Sanatorium na kopci je stále v chátrajícím stavu a patří Banskobystrickému kraji.